# 島根県立益田産業高等学校
島根県立益田産業高等学校（しまねけんりつますださんぎょうこうとうがっこう）は、島根県益田市にあった島根県立の農業系の高等学校である。ちなみに地元の人は同校を「産高（さんこう）」と呼ぶこともある。
全日制の課程に、生物生産工学科、環境土木科、総合学科を設置していた。
2006年度より同市内の島根県立益田工業高等学校と統合し島根県立益田翔陽高等学校となった。2008年3月をもって益田工業高等学校とともに正式に閉校し、校地は益田翔陽高に継承された。

## 沿革
- 1921年 島根県立益田農林学校を設立し農林科を設置。
- 1933年 農林加工科を設置。
- 1941年 農林加工科を廃し、農林科を農科と林科に分科する。
- 1947年 島根県立農林専門学校に昇格（のちの島根県立島根農科大学[1]、島根大学農学部、現・島根大学生物資源科学部）。島根県立益田農林学校は同校の併設校となる。
- 1948年 島根県立益田農林学校は新制の島根県立益田農林高等学校となる。都茂、七日市、柿木村に定時制課程の分校設置。
- 1949年 島根県立益田高等学校と統合し、島根県立益田高等学校と改称。
- 1950年 農科、林科、農業土木科を農林科、農林工学科、農村経済科に変更。
- 1953年 島根県立益田高等学校が島根県立益田産業高等学校と島根県立益田高等学校に分離独立、同時に三分校は益田産業高等学校に所属、更に匹見町に分校を設立。
- 1955年 農村経済科を廃し家庭科を設置。
- 1958年 島根県立益田産業高等学校七日市分校に島根県立津和野高等学校六日市分校を吸収合併。
- 1960年 七日市分校を全日制課程に切替え。
- 1962年 園芸科を設置。
- 1963年 七日市分校を島根県立吉賀高等学校として独立。柿木分校は吉賀高等学校に所属替え、匹見分校は全日制普通科課程に切替え。
- 1965年 商業科募集停止、食品化学科設置、都茂分校を全日制普通課程に切替え。
- 1966年 旧校舎吉田より新校舎高津へ移転。
- 1967年 益田農林高等学校と校名改称。家庭科を家政科に改称。
- 1973年 都茂分校を本校に統合。
- 1974年 全国農業高校初の電子計算機導入。
- 1976年 農林工学科を農業土木科に改称。
- 1988年 匹見分校閉校。
- 1991年 生物生産工学科・環境土木科・食品科学科の3学科の新設。農業科・園芸科を生物生産工学科に変更。
- 1993年 総合学科募集。
- 1996年 家政科の募集停止。益田産業高等学校と校名改称。
- 2002年 食品科学科の募集停止。
- 2008年 閉校。

## 設置学科
全日制
- 生物生産工学科
- 環境土木科
- 総合学科
  - 生活文化系列
  - 生活福祉系列

## 出身者
- 岩本徹三 - 大日本帝国海軍戦闘機操縦者
- 西島義則 - 競艇選手